# Per F. Broman
Per Fredrik Broman, född 1962, är en svensk-amerikansk musikforskare.
Per F. Broman är professor i musikteori vid Bowling Green State University i Ohio i USA.  Han studerade vid Ingesunds Musikhögskola, Kungliga Musikhögskolan, McGill University i Montréal och disputerade 1999 med en avhandling om tonsättaren Bengt Hambræus vid Göteborgs universitet. Han sedan har dess bland annat skrivit om mottagandet av Abba, Ingmar Bergmans filmmusik i antologin Music, Sound and Filmmakers: Sonic Style in Cinema, musikanvändandet i TV-serien South Park och var huvudredaktör för antologin What Kind of Theory Is Music Theory? Epistemological Exercises in Music Theory and Analysis.